# 장기초
장기초(張基礎, 1893년 ~ ?)는 한국의 독립운동가이다. 일명 김소하(金篠廈), 김광명(金光明), 이광명(李光明)이라고도 한다. 평북 강계(江界) 출신이다.

## 생애

### 독립운동에 투신
장기초는 1920년 음 4월 중 평북(平北) 강계군 문옥면(文玉面)에서 청년단을 조직하여 독립자금을 모집한 후 만주로 건너가 길림성(吉林省) 통화현(通化縣)에서 서로군정서(西路軍政署)에 가입하여 이재위원(理財委員)으로 활동하였다. 1921년 독립단(獨立團) 지단장(支團長) 등으로 활동하였으며, 동년 5월에 부하 6명과 함께 집안현(輯安縣) 쌍분하(雙分河) 도무구(道無溝)에서 조선민단(朝鮮民團)의 한응보(韓應甫)와 동(同) 구장(區長)으로 밀정(密偵)인 최원탁(崔元卓)을 처단하였으며, 평북(平北) 고산진(高山鎭) 주재소(駐在所)와 위원군읍(渭原郡邑) 주재소를 습격하여 경찰을 사살하였다. 1924년 8월 동지 백광운(白狂雲), 최지풍(崔志豊) 등과 함께 참의부(參議府)를 조직하여 제1중대장, 경리부·선전부·행정부 위원으로 활동하였다. 동년 조선총독(朝鮮總督) 사이토 마코토(齋藤實)가 압록강 국경을 순시(巡視)할 당시 저격을 계획하였다.

### 12년간의 감옥생활
1929년 국민부(國民府) 민사위원장(民事委員長)으로 자금모집 활동을 하던 중 동년 11월 봉천 일본영사관 경찰서에 체포되어 신의주경찰서로 압송되었다. 신의주지방법원에서 소위 제령(制令) 제7호 및 치안유지법 등의 위반으로 징역 15년을 받았으며, 경성형무소에서 복역 중 1941년 3월 출옥하였다.

## 사후
- 대한민국 정부는 고인의 공훈을 기려 2009년에 건국훈장 독립장을 추서하였다.

## 같이 보기
- 서로군정서
- 참의부
- 국민부
- 김승학
- 백광운

## 참고 자료
- 국가보훈처 독립유공자 공훈록